# Giro dell'Appennino 1965
Il Giro dell'Appennino 1965, ventiseiesima edizione della corsa, si svolse l'8 agosto 1965, su un percorso di 235 km. La vittoria fu appannaggio dell'italiano Michele Dancelli, che completò il percorso in 6h07'00", precedendo i connazionali Guido De Rosso e Vito Taccone.
I corridori che partirono furono 70, mentre coloro che tagliarono il traguardo di Pontedecimo furono 27.

## Ordine d'arrivo (Top 10)
| Pos. | Corridore        | Squadra           | Tempo    |
| ---- | ---------------- | ----------------- | -------- |
| 1    | Michele Dancelli | Molteni           | 6h07'00" |
| 2    | Guido De Rosso   | Molteni           | s.t.     |
| 3    | Vito Taccone     | Salvarani         | s.t.     |
| 4    | Italo Zilioli    | Sanson            | s.t.     |
| 5    | Bruno Mealli     | Bianchi-Mobylette | s.t.     |
| 6    | Franco Cribiori  | Ignis             | s.t.     |
| 7    | Renato Bongioni  | Vittadello        | s.t.     |
| 8    | René Binggeli    | Molteni           | s.t.     |
| 9    | Imerio Massignan | Ignis             | s.t.     |
| 10   | Franco Bodrero   | Legnano           | s.t.     |